# 第51回有馬記念
第51回有馬記念（だい51かいありまきねん）は、2006年（平成18年）12月24日に中山競馬場で施行された競馬競走である。ディープインパクトがラストランで優勝を果たした。

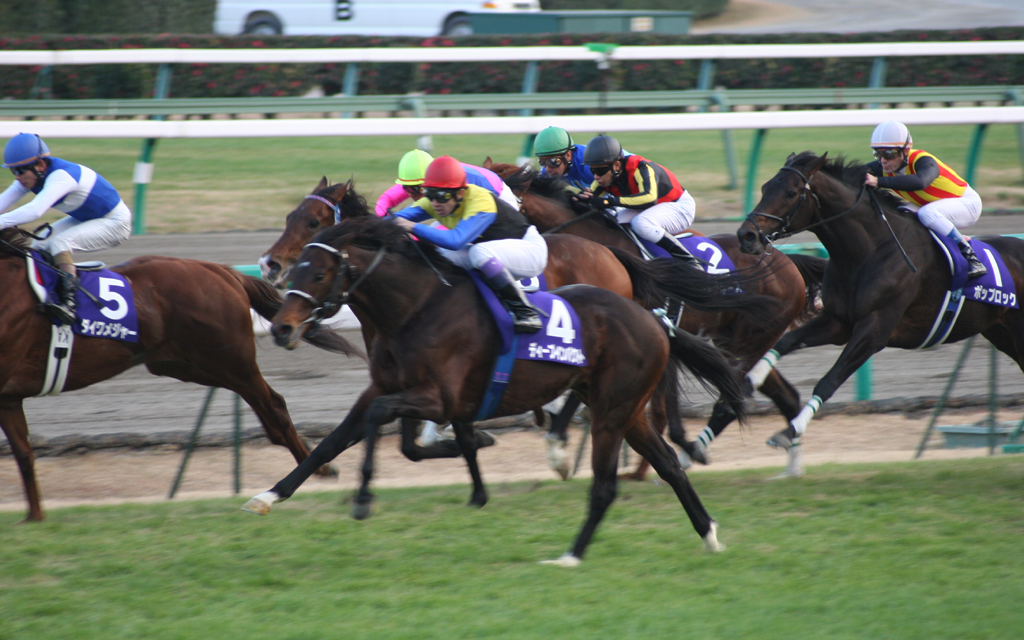
第51回有馬記念

## レース施行時の状況
前年の有馬記念で敗れたディープインパクトだが、本年は凱旋門賞で失格（3位入線）となったものの天皇賞（春）、宝塚記念、ジャパンカップを制し国内では敵なしの状況を保っていた。10月に引退を発表し本レースがラストランとなる同馬は、2年連続でファン投票1位となった。しかし、2006年度の有馬記念ファン投票でのディープインパクトへの投票は119,940票であり、2005年度の160,297票と比較すると前年比74%程度まで減少している。
そのほかにも、本年の牡馬クラシック二冠馬メイショウサムソン、天皇賞（秋）とマイルチャンピオンシップを制したダイワメジャー、メルボルンカップから凱旋したデルタブルースとポップロック、ジャパンカップ2着に健闘したドリームパスポートなど、中央競馬の年内最後のメインレースを飾るに相応しいメンバーが揃った。また、出走馬のGI競走勝ち数の合計は有馬記念史上最多の17であった（ディープインパクト6勝、スイープトウショウ3勝、ダイワメジャー3勝、デルタブルース2勝、メイショウサムソン2勝、コスモバルク1勝）。

## 出走馬と枠順
天候：晴れ、芝：良馬場
| 枠番 | 馬番 | 競走馬名           | 性齢 | 騎手             | オッズ        | 調教師   | ファン投票 |
| ---- | ---- | ------------------ | ---- | ---------------- | ------------- | -------- | ---------- |
| 1    | 1    | ポップロック       | 牡5  | オリビエ・ペリエ | 27.1（5人）   | 角居勝彦 | 20位       |
| 2    | 2    | デルタブルース     | 牡5  | 岩田康誠         | 33.7（9人）   | 角居勝彦 | 8位        |
| 3    | 3    | ドリームパスポート | 牡3  | 内田博幸         | 12.4（2人）   | 松田博資 | 5位        |
| 3    | 4    | ディープインパクト | 牡4  | 武豊             | 1.2（1人）    | 池江泰郎 | 1位        |
| 4    | 5    | ダイワメジャー     | 牡5  | 安藤勝己         | 14.2（3人）   | 上原博之 | 2位        |
| 4    | 6    | スイープトウショウ | 牝5  | 池添謙一         | 27.7（6人）   | 鶴留明雄 | 6位        |
| 5    | 7    | コスモバルク       | 牡5  | 五十嵐冬樹       | 29.0（7人）   | 田部和則 |            |
| 5    | 8    | メイショウサムソン | 牡3  | 石橋守           | 19.4（4人）   | 瀬戸口勉 | 3位        |
| 6    | 9    | トウショウナイト   | 牡5  | 武士沢友治       | 56.4（10人）  | 保田一隆 | 19位       |
| 6    | 10   | アドマイヤメイン   | 牡3  | 柴田善臣         | 32.8（8人）   | 橋田満   | 12位       |
| 7    | 11   | スウィフトカレント | 牡5  | 横山典弘         | 82.9（11人）  | 森秀行   | 17位       |
| 7    | 12   | アドマイヤフジ     | 牡4  | 武幸四郎         | 103.6（12人） | 橋田満   |            |
| 8    | 13   | ウインジェネラーレ | 牡6  | 蛯名正義         | 153.6（13人） | 国枝栄   |            |
| 8    | 14   | トーセンシャナオー | 牡3  | 勝浦正樹         | 160.4（14人） | 森秀行   |            |

### レース展開
競走は、ゲート入りを嫌がったスイープトウショウが出遅れる形でスタートした。大逃げを宣言していたアドマイヤメインが宣言通り大逃げを打つ展開となった。しかし、それを追いかける馬はおらず、結局2番手だったダイワメジャーが馬群の先頭であったので、実質はこの馬が先頭であった。そのままレースは落ち着き、アドマイヤメインは自滅し、各馬が一斉に直線でスパートをかける瞬発力勝負の展開となり、最も得意とする展開となったディープインパクトは、後方11番手辺りにつけていたが、3コーナー入り口、残り800mのハロン棒を通過したあたりで仕掛けて進出、直線では鞭を1発入れたのみで手綱だけで追い続け、先行馬をまとめて捕らえてゴール。レース後、観客からディープインパクトを称える「ディープ」コールが沸き起こった。

## レース結果
| 着順 | 枠番 | 馬番 | 競走馬名           | タイム | 着差      |
| ---- | ---- | ---- | ------------------ | ------ | --------- |
| 1    | 3    | 4    | ディープインパクト | 2.31.9 |           |
| 2    | 1    | 1    | ポップロック       | 2.32.4 | 3馬身     |
| 3    | 4    | 5    | ダイワメジャー     | 2.32.5 | 3/4馬身   |
| 4    | 3    | 3    | ドリームパスポート | 2.32.5 | ハナ      |
| 5    | 5    | 8    | メイショウサムソン | 2.32.7 | 1 1/4馬身 |
| 6    | 2    | 2    | デルタブルース     | 2.32.7 | クビ      |
| 7    | 6    | 9    | トウショウナイト   | 2.32.8 | 3/4馬身   |
| 8    | 7    | 12   | アドマイヤフジ     | 2.32.8 | クビ      |
| 9    | 6    | 10   | アドマイヤメイン   | 2.32.8 | ハナ      |
| 10   | 4    | 6    | スイープトウショウ | 2.32.9 | クビ      |
| 11   | 5    | 7    | コスモバルク       | 2.33.2 | 2馬身     |
| 12   | 7    | 11   | スウィフトカレント | 2.33.3 | クビ      |
| 13   | 8    | 13   | ウインジェネラーレ | 2.33.6 | 1 3/4馬身 |
| 14   | 8    | 14   | トーセンシャナオー | 2.34.0 | 2 1/2馬身 |

### データ
| 1000m通過タイム     | 59秒5（アドマイヤメイン）    |
| 2100m通過タイム     | 2分08秒7（アドマイヤメイン） |
| 上がり4ハロン       | 48.2秒                       |
| 上がり3ハロン       | 35.4秒                       |
| 優勝馬上がり3ハロン | 33.8秒                       |

### 払戻
| 単勝式 | 4     | 120円  |
| 複勝式 | 1     | 360円  |
| 複勝式 | 4     | 100円  |
| 複勝式 | 5     | 230円  |
| 枠連   | 1-3   | 1000円 |
| 馬連   | 1-4   | 1070円 |
| ワイド | 1-4   | 570円  |
| ワイド | 1-5   | 1840円 |
| ワイド | 4-5   | 330円  |
| 馬単   | 4-1   | 1210円 |
| 3連複  | 1-4-5 | 2890円 |
| 3連単  | 4-1-5 | 9680円 |

## 達成された記録
- 当時の中央競馬GI競走最多勝記録タイ - ディープインパクト（当時は他にシンボリルドルフ、テイエムオペラオー）
  - 当時の日本のGI競走（地方競馬主催分含む）最多勝記録タイ -　ディープインパクト（当時の達成馬は上記3頭+アドマイヤドン）

　（2009年にヴァーミリアンがGI 8勝を、2020年にアーモンドアイが中央競馬GI 8勝を達成）
- ディープインパクトは異なるGI競走7つ[2]を制覇したことになり、これは2024年現在までJRA最多記録[3]
  - 海外G1・JpnIを含めても7つのGI競走で勝利している日本馬は、ディープインパクトの他には2024年現在アーモンドアイのみ[4]
- 4歳になる年の終了時点でGI通算7勝は、シンボリルドルフと並ぶ歴代最多タイ（2024年現在）
- 史上8頭目のグランプリ春秋連覇（グレード制導入後では5頭目） - ディープインパクト
- 武豊は1990年(オグリキャップに騎乗)以来16年ぶりの有馬記念制覇となったが、これは2024年現在同レース史上最長ブランクでの優勝となっている
- 池江泰郎は1987年(管理馬メジロデュレンが優勝)以来19年ぶりの有馬記念制覇となったが、これは2024年現在松山吉三郎(26年間)・二本柳俊夫(22年間)に次ぐ同レース史上3番目のブランク制覇となっている

## 入場者数・レース売り上げ
- 入場人員　11万7251人　（前年比72.2%）
- 売上金　　440億2037万7700円　（前年比88.2%）

JRAやマスコミはディープインパクトの引退レースということもあって、入場人員や売り上げの大幅アップに期待していたのだが、入場人員は大幅に落ち込み、売上金も平成に入ってからはイナリワンが勝った第34回有馬記念に次ぐ低さであった。
入場者数や売り上げが激減したことについて、競馬評論家の柏木集保はnetkeiba内のコラムにて「拍子抜けするほど盛り上がらなかった気がする」「拝金のディープインパクト・ビジネスに嫌気のさしたファンがほとんどだった」「ファンは鋭い。今年の有馬記念、たった11万人しか競馬場に来なかった。」と述べた。また、日経新聞運動部記者である野元賢一は、入場人員と売上金低下の原因について「禁止薬物と引退騒動で、ディープインパクトのにわかサポーターは一気に去り「ディープ祭り」に違和感を覚えていた旧来のファンをも白けさせた」と分析している。

## レースにまつわるエピソード
- この競走はNHK放送技術研究所の開発したスーパーハイビジョンによる撮影が行われ、その映像が翌年5月の同研究所の公開イベント(技研公開)にて披露された。
- 三冠馬がラストランで勝利して引退したのは、シンザン（1965年の有馬記念）以来41年ぶりとなった。
- 中山競馬場の全レース終了後、ディープインパクトの引退式が行われた。ナイター照明の中、当日行なわれた有馬記念の4番ゼッケンをつけて、武豊を背に歩いて入場。ファンからのメッセージ紹介の後、ディープインパクトにはこの日のために作られた馬服が贈られた。

## テレビ・ラジオ中継
本レースのテレビ・ラジオ放送の実況担当者
- 日本放送協会（NHK）
  - 実況：福澤浩行
- ラジオNIKKEI
  - 実況：小林雅巳
- フジテレビ
  - 実況：三宅正治
  - 解説：岡部幸雄（元JRA騎手）、吉田均（競馬エイト）
  - パドック実況：塩原恒夫
  - ゲート前リポーター：細江純子（元JRA騎手、競馬評論家）
  - 騎手談話リポーター：伊藤利尋